# Gołaszewo (województwo wielkopolskie)
Gołaszewo – wieś w Polsce położona w województwie wielkopolskim, w powiecie wągrowieckim, w gminie Mieścisko.
W latach 1975–1998 miejscowość administracyjnie należała do województwa poznańskiego.
Wieś leży przy trasie Mieścisko – Janowiec Wielkopolski. Jest to średniej wielkości miejscowość. W centrum wznosi się kościół ze strzelistą wieżą, a na skraju znajduje się leśniczówka, otoczona szkółką drzew i krzewów. 
Osada musiała tu istnieć już w XIV wieku, ponieważ pierwsza wzmianka o miejscowości Golaszino pochodzi z 1387 r. W późniejszych wiekach wieś podzieliła się na części - folwarczną i włościańską. W okresie międzywojennym folwark był już podzielony. Jedną część (składającą się z 179 ha), drugą (120 ha), trzecią (200 ha) Istniało tu także ponad 20 gospodarstw chłopskich. Wieś liczyła wówczas około 300 mieszkańców, w zdecydowanej większości (ok. 230) Polaków. Stał tu wiatrak, była torfiarnia, funkcjonowały dwa sklepy kolonialne, pracowało dwóch kowali i dwóch stolarzy, działała straż pożarna. 
Murowany kościół został wybudowany w 1853 r. dla gminy ewangelicko-unijnej. W 1945 r. został przekazany do użytku ludności wyznania rzymskokatolickiego. W 1971 r. utworzono w Gołaszewie parafię pw. św. Stanisława Biskupa Męczennika, w skład której weszły: Gołaszewo, Gółka, Piastowice, Jaworówko, Strzeszkówko, Gorzewo, Tumidaj. Nieco później powstał cmentarz, wcześniej zmarłych z Gołaszewa chowano na nekropolii w Łopiennie. W 2003 r. miały miejsce uroczystości jubileuszowe kościoła, na które zaproszono Niemców – przedwojennych mieszkańców wsi. Dla upamiętnienia tego faktu na cmentarzu postawiono obelisk z tablicą, na której umieszczono napis: ,,Niech to miejsce przenosi w następne pokolenia pamięć o Siostrach i Braciach Wspólnoty Ewangelickiej tu mieszkających. W 150 rocznicę wybudowania przez nich kościoła. Rzymsko-katolicka Parafia Gołaszewo”.
Bardzo aktywna jest Ochotnicza Straż Pożarna, tutejszy Dom Strażaka wyremontowano w 2005 r. Nie należy on jednak do tutejszej straży, tylko do Gminy Mieścisko. Jest w nim sala ogrzewana kominkiem, która może pomieścić ok. 250 osób. W pobliżu znajduje się boisko sportowe (nieczynne z powodu zaniedbania). Tu odbywają się liczne imprezy, m.in. dożynki i zabawy. Od sierpnia 2006 r. we wsi istnieje Zakładu Aktywności Zawodowej (dziesiąty w Wielkopolsce). Mieści się on w budynku dawnej szkoły (obecnie dzieci i młodzież są dowożone do placówek w Mieścisku).
W Gołaszewie funkcjonuje sklep. Dokoła wsi rosną  administrowane przez Nadleśnictwo Łopuchówko.

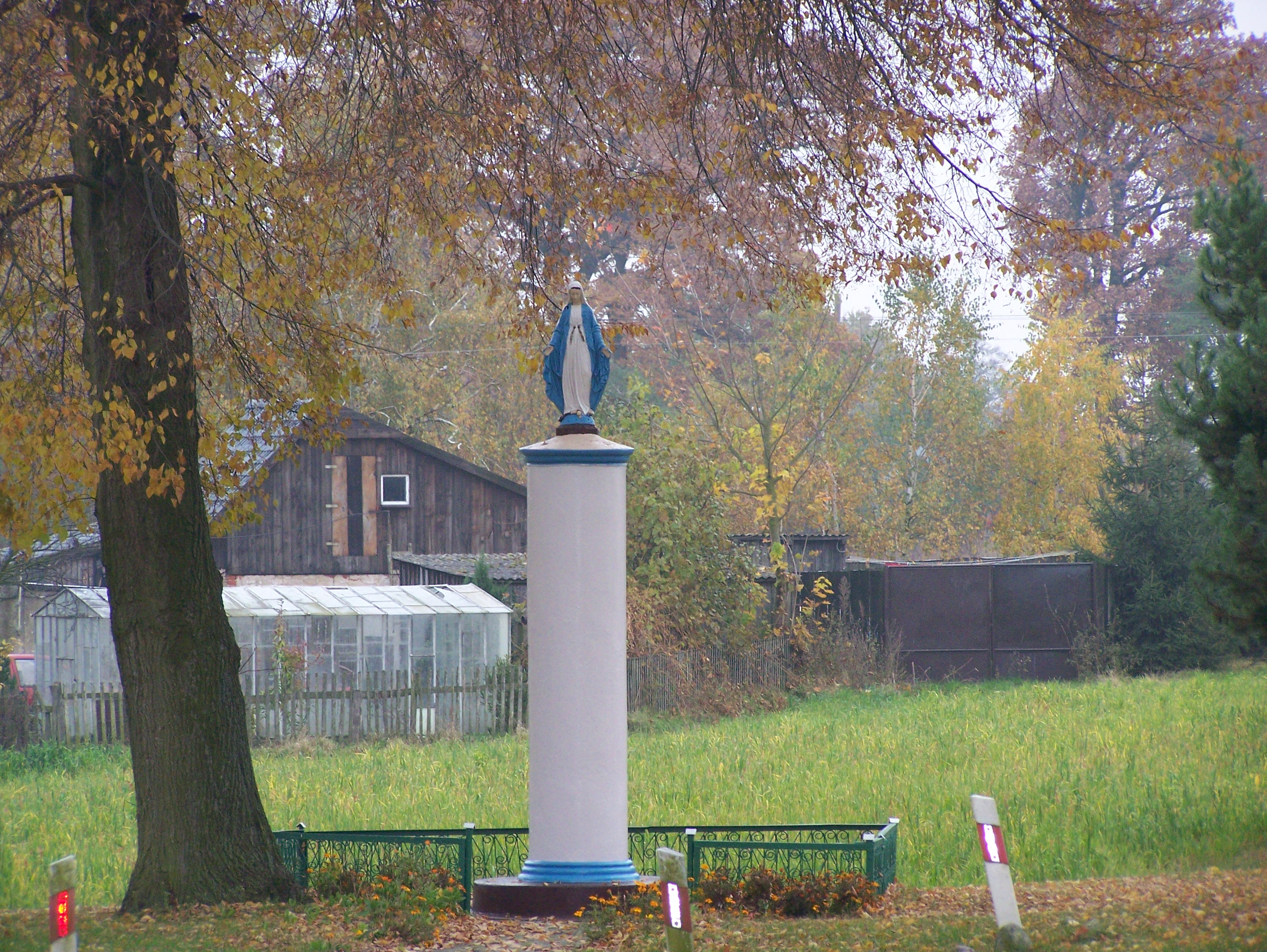
Gołaszewo krzyżówka

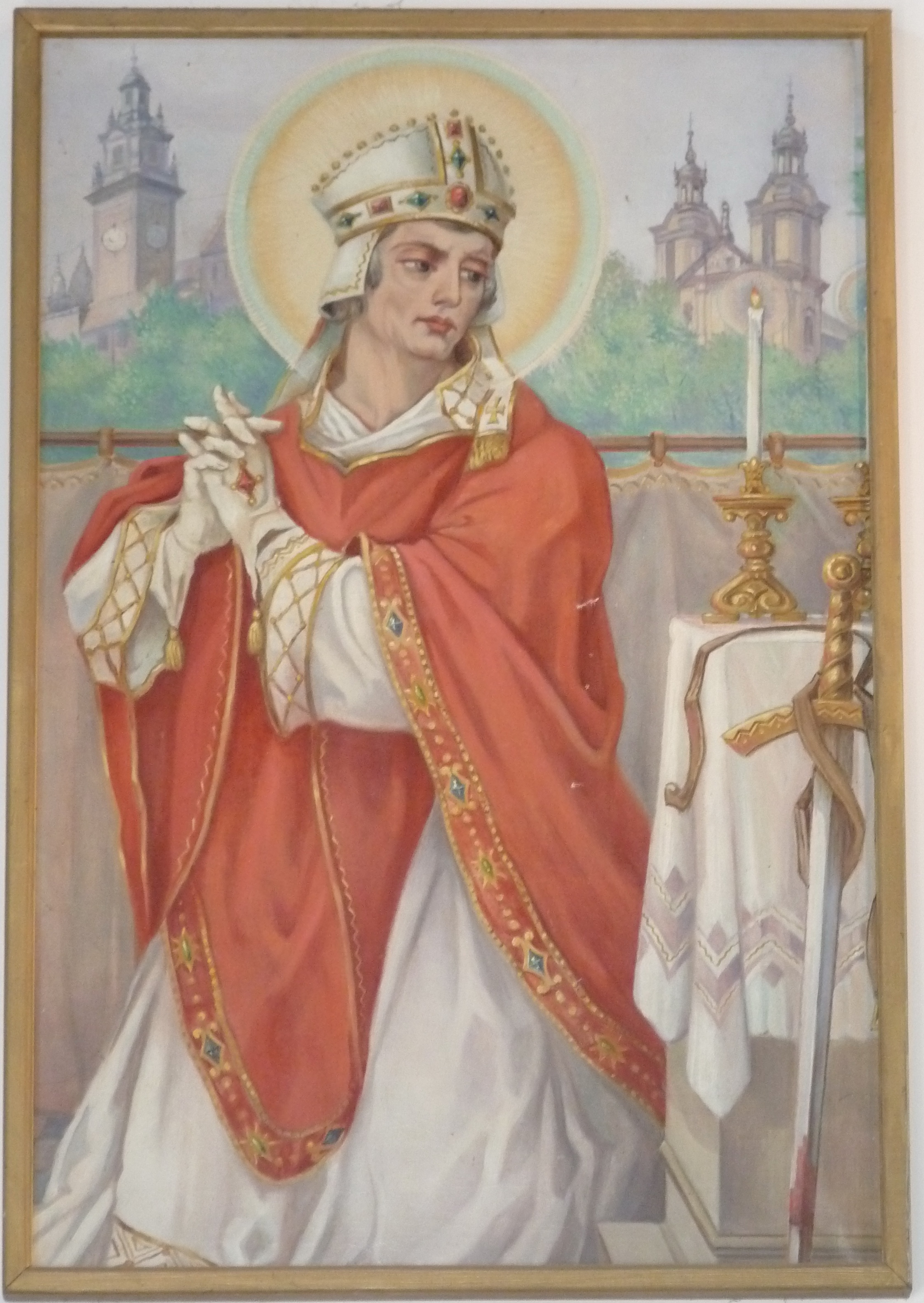
Obraz św. Stanisława

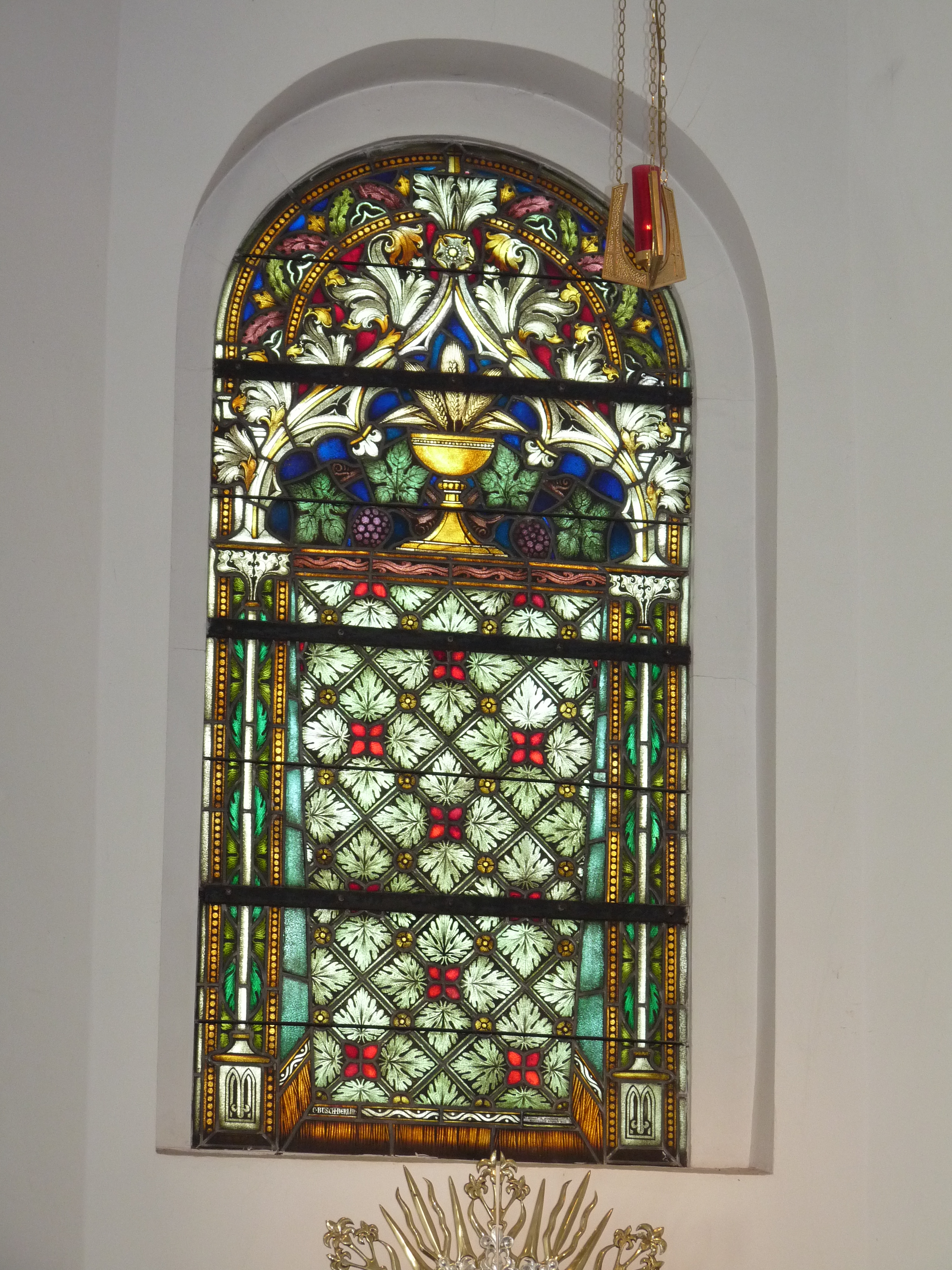
witraż